# Химмасте
Хи́ммасте (эст. Himmaste), на диалекте выру Хи́ммасты (эст. Himmastõ) — деревня в волости Пылва уезда Пылвамаа, Эстония.

## География и описание
Деревня расположена на краю долины в нижнем течении реки Орайыги. На юге граничит с городом Пылва. На склоне долины текут природоохранные Химмастеские родники. Граничит с уездным центром — городом Пылва. Высота над уровнем моря — 66 метров. На территории деревни находятся два небольших озера: Вийра (площадь 22,5 м²) и Санксаары (18,6 м²). Через деревню проходит дорога Канепи—Леэваку. 
Климат умеренный. Официальный язык — эстонский. Почтовый индекс — 63228.

## Население
Согласно переписи населения 2021 года, в Химмасте насчитывалось 443 жителя, из них 438 (98,9 %) — эстонцы.
По данным переписи населения 2011 года, в деревне проживали 496 человек, из них 490 (98,8 %) — эстонцы.
Численность населения деревни Химмасте по данным переписей населения:
| Год  | 1959 | 1970  | 1979  | 1989  | 2000  | 2011  | 2021  |
| ---- | ---- | ----- | ----- | ----- | ----- | ----- | ----- |
| Чел. | 341  | ↗ 359 | ↗ 459 | ↗ 624 | ↘ 562 | ↘ 496 | ↘ 443 |

## История
В письменных источниках 1627 года упоминается Himmowitz, 1638 года — Himmewitz Külla, примерно 1685 года — Himmast Kÿlla, 1839 года — Himmasta. Деревня состоит из пяти частей: Котиотс (эст. Kotiots), Плакиотс (эст. Plakiots), Мяэлюсмытса (эст. Mäelüsmõtsa), Пыдырхавво (эст. Põdõrhavvo) и Вылсимытса (эст. Võlsimõtsa).
В советское время в Химмасте находился центр колхоза «Таэваскоя». Общий земельный фонд колхоза в 1978 году составлял 6,8 тыс. га, из них обрабатываемых земель 3,1 тыс. га; средняя численность работников — 443 человека.

## Инфраструктура и экономика
В деревне есть библиотека и сельский центр, располагающиеся в одном из зданий бывшего колхоза. До августа 2013 года в деревне работала Химмастеская начальная школа, с сентября её здание стало одним из учебных корпусов Йоханнеской вальдорфской школы. По состоянию на конец 2023 года в деревне были зарегистрированы 4 малых предприятия: Estcom Grupp OÜ (производство мебельных деталей, 6 работников), Gregary OÜ (грузоперевозки по шоссе, 5 работников), VM Auto OÜ (вспомогательные услуги в области лесоводства, 3 работника) и KatuseKass OÜ (Кровельные работы).

## Известные уроженцы
В Химмасте родился эстонский фольклорист, богослов, лингвист и общественный деятель Якоб Хурт. Сохранилось место его рождения (хутор Лепа), отмеченное памятным камнем, и отдельные постройки, тщательно отреставрированные (сарай, баня, погреб). От жилого дома сохранились лишь отдельные камни фундамента, и Пылваское общество народного образования имени Якоба Хурта с 2019 года собирает пожертвования на его восстановление.

## Галерея

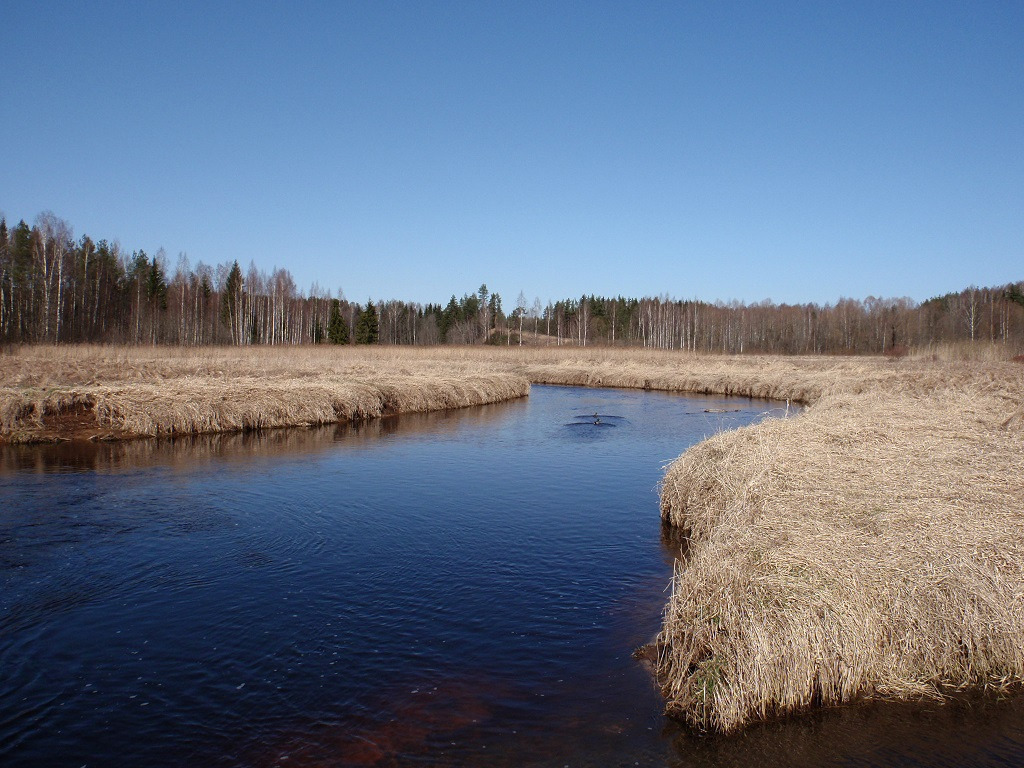
Река Орайыги в деревне Химмасте в апреле
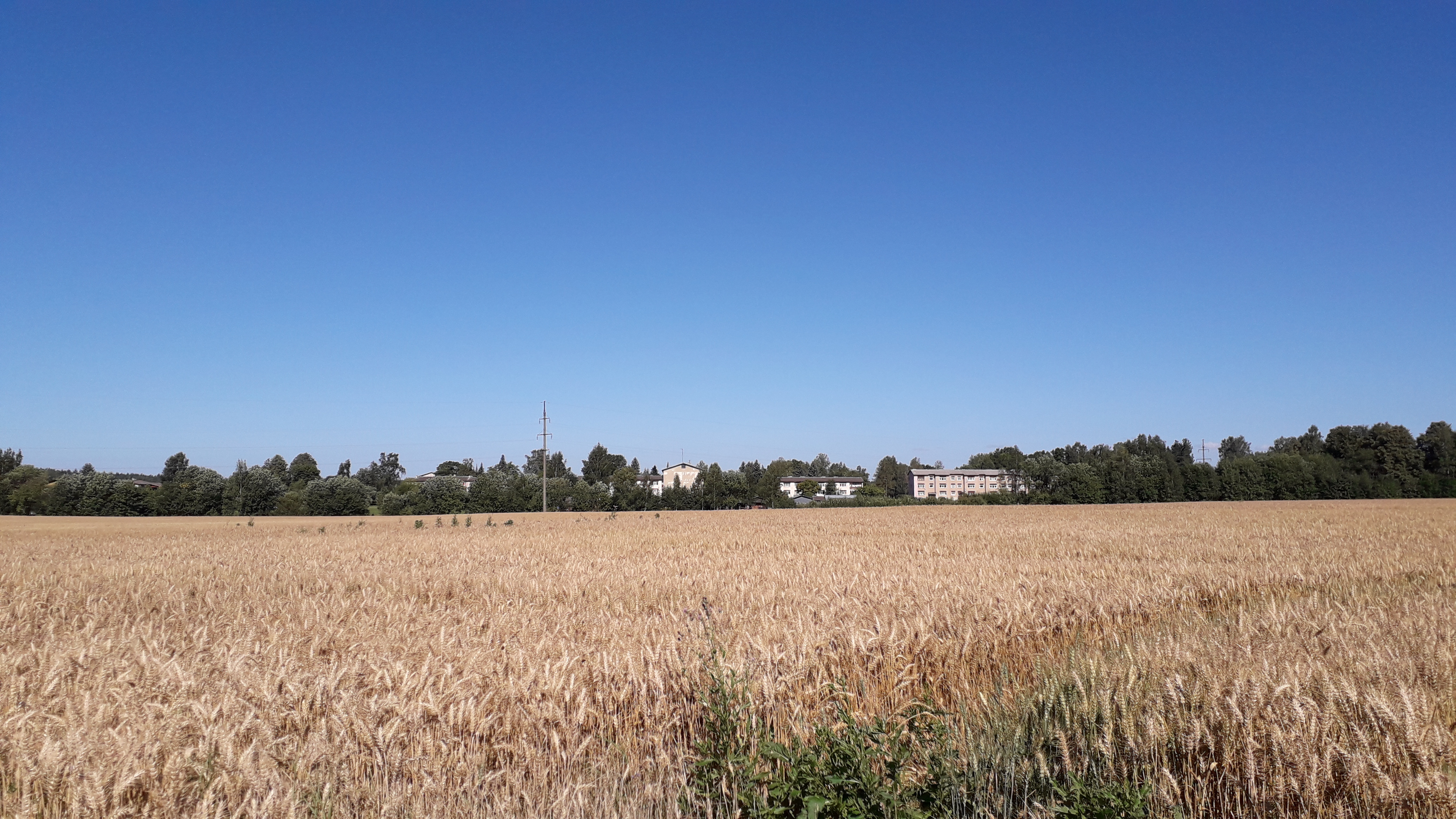
Ржаные поля в Химмасте
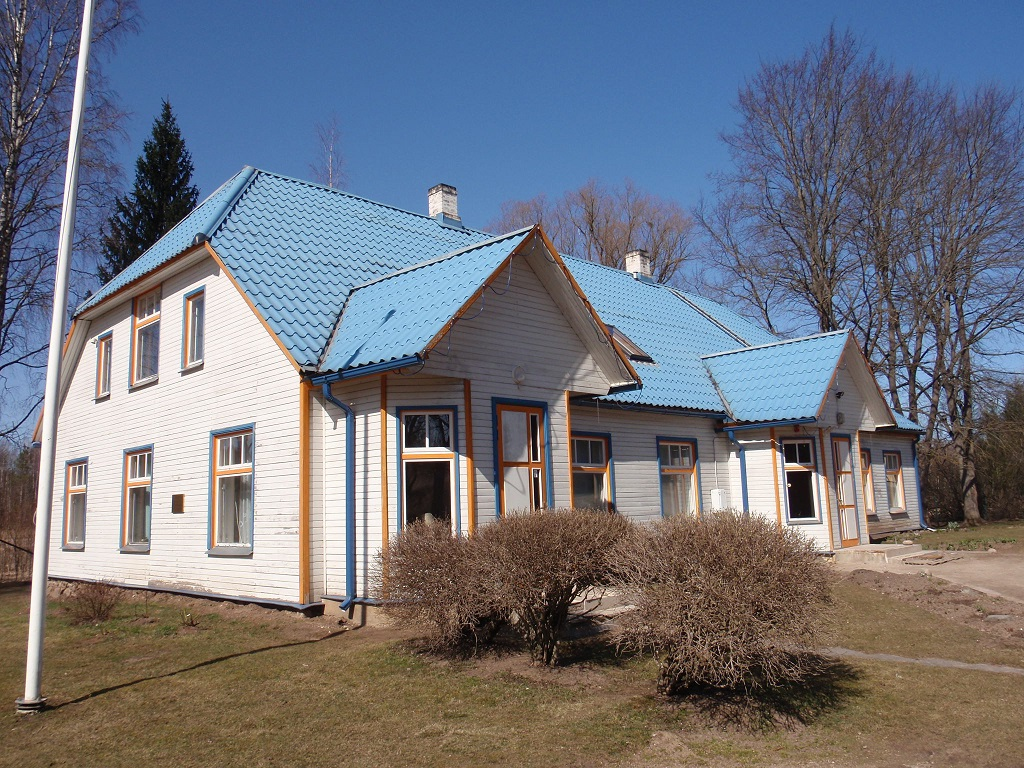
Школьное здание в Химмасте, 2015 год